# Teatr Performer
Teatr Performer – teatr improwizowany wykorzystujący wokal i muzykę instrumentalną na żywo. Działał pierwotnie w Zamościu, obecnie w Lubiążu. Teatr czerpie inspiracje z dorobku  Jerzego Grotowskiego. W swoich spektaklach prezentuje taniec butō, body action painting i dripping. Metoda twórcza Teatru opiera się na autorskim Rytuale Intuitywnym, stworzonym przez Pawła Dudzińskiego.